# Estação Ain Shams
Ain Shams (em árabe: عين شمس) é uma das estações da linha 1 do metro do Cairo, no Egito.

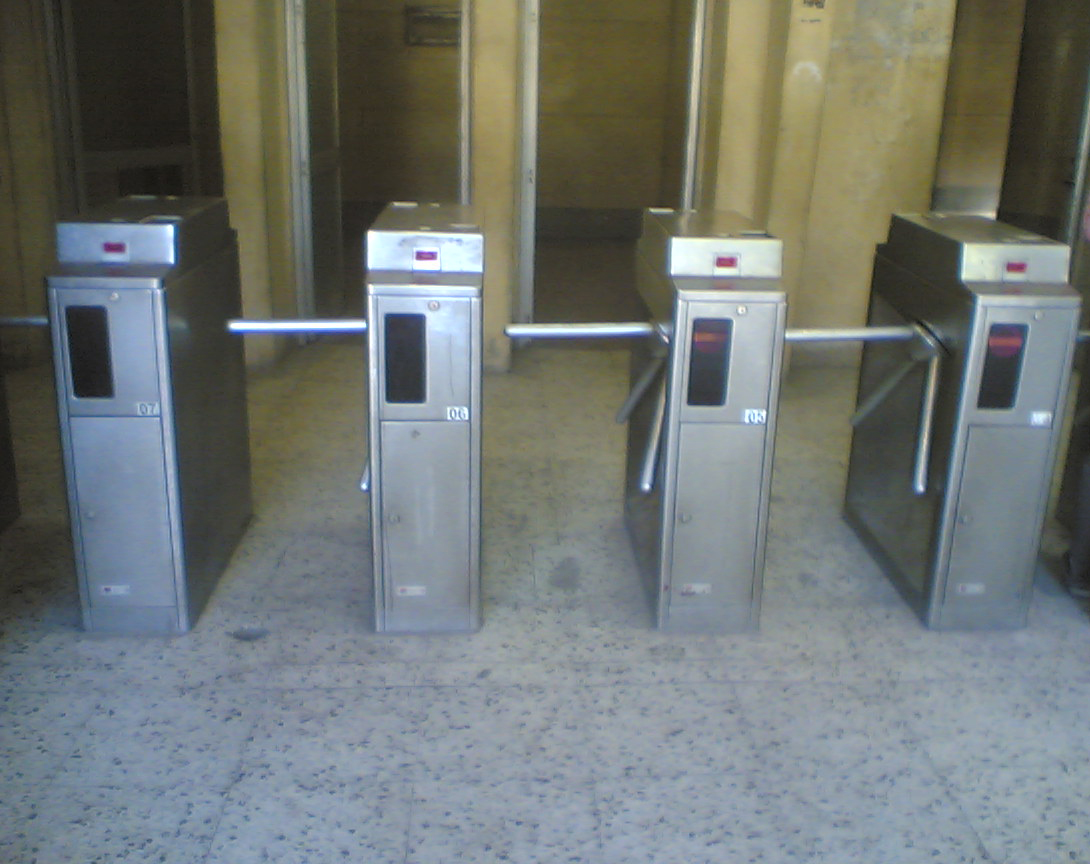
Catracas de acesso do Metro do Cairo.